# Acid jazz
Acid jazz (också känt som groove jazz eller club jazz) är en musikgenre som kombinerar element av soul, funk, disco och engelsk nittotals-dancemusik, ofta med samplingar från gamla jazz och funk-inspelningar. Genren utvecklades under slutet av 1980-talet och under 1990-talet, främst i Storbritannien. Acid jazz-rörelsen kan också ses som ett återupptagande av jazz-funk och soul jazz ledd av inflytelserika DJs som Norman Jay, Gilles Peterson och Patrick Forge med intresse för rare groove och obskyr soul och jazz. Termen acid jazz anses ha myntats av Peterson och Chris Bangs 1987 under en 'Talkin' Loud Sayin Something'-session. Peterson skulle snart därefter starta skivbolaget Acid Jazz Records tillsammans med Eddie Piller.
De mest kända banden är troligtvis Jamiroquai och Brand New Heavies. Kärnan av acid jazz-band kom att samla sig kring skivbolaget Talkin' Loud som startades 1990 av Gilles Peterson efter att han lämnat Acid Jazz Records, på skivbolaget fanns bland andra den uppmärksammade gruppen Incognito.